# Kujavče
Kujavče är en ort i Bosnien och Hercegovina.   Den ligger i entiteten Federationen Bosnien och Hercegovina, i den centrala delen av landet, 30 km nordväst om huvudstaden Sarajevo. Kujavče ligger 534 meter över havet och antalet invånare är 249.
Terrängen runt Kujavče är kuperad.Runt Kujavče är det ganska tätbefolkat, med 93 invånare per kvadratkilometer.. Närmaste större samhälle är Zenica, 20,0 km nordväst om Kujavče. 
Omgivningarna runt Kujavče är en mosaik av jordbruksmark och naturlig växtlighet.